# Adelaide Rams
Die Adelaide Rams waren ein australischer Rugby-League-Verein aus Adelaide. Der Club war der einzige aus South Australia, der jemals in Australiens höchster Rugby-League-Spielklasse spielte, überdauerte jedoch lediglich zwei Spielzeiten.

## Geschichte
Die Adelaide Rams wurden am 13. Dezember 1995 ins Leben gerufen, um in der von Rupert Murdoch gegründeten Super League teilzunehmen. Obwohl die Popularität von Rugby League in South Australia traditionell eher gering ist, waren die Spiele der Rams im Adelaide Oval in ihrer Premierensaison 1997 äußerst gut besucht. Allerdings konnte Adelaide nur sechs seiner 18 Spiele gewinnen und beendete die Spielzeit auf dem vorletzten Platz. 1998 wurde das Team in die neugegründete National Rugby League übernommen. Hier war man mit sieben Siegen aus 24 Spielen kaum erfolgreicher und die Zuschauerzahlen sanken rapide. Im Zuge der Verkleinerung der NRL zur Saison 1999 wurden die Adelaide Rams schließlich aufgelöst.